# Ogrodzieniec
Ogrodzieniec è un comune urbano-rurale polacco del distretto di Zawiercie, nel voivodato della Slesia.
Ricopre una superficie di 85,69 km² e nel 2004 contava 9 563 abitanti. Dal 2000 la città è gemellata con Melissano, città situata nella provincia di Lecce.
Vi si trova il castello di Ogrodzieniec. 
In questa località del distretto di Kisielice denominata dai tedeschi Neudeck morì nella sua tenuta (1934) il feldmaresciallo Paul von Hindenburg, Reichspräsident della Repubblica di Weimar (1925~1934), prima dell'avvento di Hitler.

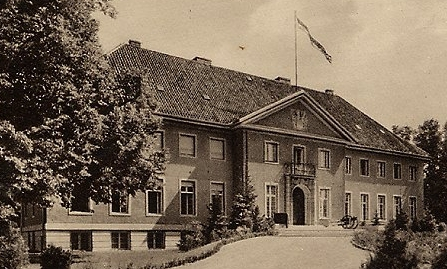
La tenuta di Neudeck (Ogrodzieniec) dove morì il generale von Hindenburg in una foto del 1928. Qui visse suo figlio, il colonnello Oskar (1883-1960), sino alla venuta dei russi nel 1945